# 悪路神の火

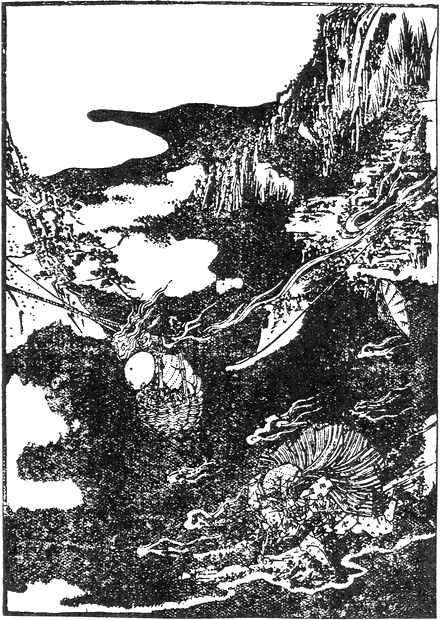
佐々木貞高『閑窓瑣談』より「悪路神の火」

悪路神の火（あくろじんのひ）は『諸州採薬記抄録』や佐々木貞高（為永春水）の随筆『閑窓瑣談』に記されている日本の怪火。伊勢国、あるいは伊勢のうち田丸領間弓村（現三重県度会郡玉城町）の猪草が淵に現れたとされる。

## 概要
以下、天保12年（1841年）刊行の『閑窓瑣談』より概略を記す。
猪草が淵は幅十間（約18メートル）ばかりの川に、水際まで十間を越える高さに丸木橋を渡す。水底は深く、さらに周囲には山蛭が多く住む大変な難所であった。このあたりに出没したのが悪路神の火である。雨の降る夜に特に多く現れ、誰かが提灯を灯しているかのように往来する。この火に出会った者は、素早く地に伏して通り過ぎるのを待ち、逃げ出せばよい。このようにせず、うっかり近づけば病に侵され、大変な患いになるという。

## 閑窓瑣談の典拠
『閑窓瑣談』はこの話の典拠として、享保年間に幕府の採薬使として諸国を巡った阿部友之進（照任）の採薬記を挙げ、友之進が「眼前に見聞し」たものと記している。阿部照任の著述としては、松井重康とともに口述した『採薬使記』があるが、この書に悪路神の火の記載はない。いっぽう、享保5年（1720年）から、宝暦4年（1754年）まで採薬使であった植村政勝の著す『諸州採薬記抄録』伊勢国の項には、『閑窓瑣談』とほぼ同様の記述が見られる。ただし、『諸州採薬記抄録』では「猪草淵」の次に続けて「悪路神の火」を記すものの、この怪火を猪草淵に現れるものとしているわけではない。
『閑窓瑣談』の該当部分。

## 類例
怪火にあって病を得る例は他書にも見える。古くは『日本書紀』斉明天皇7年（661年）に、宮中に鬼火が現れ大舎人や諸近侍が多数病死したとある。また津村淙庵の見聞録である『譚海』には「天狗火」の記事があり、この怪火は遠州（静岡県西部）の海辺に現れ、これに近づいた者は多く病悩するという。

## その他
地上から60～90センチメートルの高さをふわふわと飛ぶという。